# Shawn Mendes (album)
Shawn Mendes – trzeci album studyjny kanadyjskiego piosenkarza Shawna Mendesa. Wydawnictwo ukazało się 25 maja 2018 roku nakładem wytwórni muzycznej Island.
Promocję albumu rozpoczęto w marcu 2018 roku, wraz z premierą pierwszego promującego singla – „In My Blood”, kompozycja w Polsce zajęła m.in. 17. miejsce w notowaniu AirPlay – Top. Kolejnym singlem został utwór „Lost in Japan”. Krążek zadebiutował na szczycie notowania Billboard 200, rozchodząc się w pierwszym tygodniu w ilości 182 000 egzemplarzy. Ten wyczyn sprawił, że Mendes stał się trzecim najmłodszym artystą na szczycie listy z co najmniej 3 albumami, wraz z Miley Cyrus i Justinem Bieberem. W Polsce krążek dotarł do piątego miejsca notowania OLiS i uzyskał status poczwórnie platynowej płyty

## Lista utworów
| Shawn Mendes — Edycja standardowa | Shawn Mendes — Edycja standardowa       | Shawn Mendes — Edycja standardowa                         | Shawn Mendes — Edycja standardowa          | Shawn Mendes — Edycja standardowa |
| Nr                                | Tytuł utworu                            | Autorzy                                                   | Produkcja                                  | Długość                           |
| --------------------------------- | --------------------------------------- | --------------------------------------------------------- | ------------------------------------------ | --------------------------------- |
| 1.                                | „In My Blood”                           | Shawn Mendes, Teddy Geiger, Scott Harris, Geoff Warburton | Geiger, Mendes                             | 3:31                              |
| 2.                                | „Nervous”                               | Mendes, Harris, Julia Michaels                            | Geiger, Mendes                             | 2:44                              |
| 3.                                | „Lost In Japan”                         | Mendes, Geiger, Harris, Nathaniel Mercereau               | Geiger, Mendes, Nate Mercereau, Louis Bell | 3:21                              |
| 4.                                | „Where Were You in the Morning?”        | Mendes, Geiger, Harris, Warburton                         | Geiger, Mendes                             | 3:20                              |
| 5.                                | „Like to Be You” (feat. Julia Michaels) | Mendes, Michaels, Harris                                  | John Mayer                                 | 2:39                              |
| 6.                                | „Fallin' All in You”                    | Mendes, Ryan Tedder, Zach Skelton                         | Geiger, Mendes                             | 3:55                              |
| 7.                                | „Particular Taste”                      | Mendes, Ryan Tedder, Zach Skelton                         | Tedder, Skelton, Mendes                    | 2:55                              |
| 8.                                | „Why”                                   | Mendes, Geiger, Harris                                    | Geiger, Mendes                             | 3:58                              |
| 9.                                | „Because I Had You”                     | Mendes, Geiger, Tedder, Harris, Skelton                   | Geiger, Mendes, Tedder                     | 2:22                              |
| 10.                               | „Queen”                                 | Mendes, Geiger, Harris, Warburton                         | Joel Little, Geiger                        | 3:24                              |
| 11.                               | „Youth” (feat. Khalid)                  | Mendes, Khalid Robinson, Harris, Warburton, Geiger        | Little, Mendes                             | 3:10                              |
| 12.                               | „Mutual”                                | Mendes, Geiger, Warburton, Harris, Ian Kirkpatrick        | Geiger, Mendes, Kirkpatrick                | 2:28                              |
| 13.                               | „Perfectly Wrong”                       | Mendes, Geiger, Harris, Warburton                         | Geiger, Mendes                             | 3:32                              |
| 14.                               | „When You're Ready”                     | Mendes, Harris, Amy Allen, Warburton, Geiger              | Geiger, Mendes                             | 2:49                              |
|                                   |                                         |                                                           |                                            | 44:08                             |